# قبل أن تقابلني (رواية)
قبل أن تقابلني (بالإنجليزية: Before She Met Me)‏ هي رواية للكاتب الإنجليزي جوليان بارنز، نشرت عام 1982، عن دار نشر جوناثان كيب.